# Jean-Pierre van Zyl
Jean-Pierre van Zyl (Potchefstroom, 15 d'agost de 1975) va ser un ciclista Sud-africà especialista en pista. Del seu palmarès destaquen dues medalles al Campionat del món.

## Palmarès
- 2004
  - 1r als Tres dies de Pordenone (amb Fabio Masotti)

### Resultats a laCopa del Món en pista
- 1997
  - 1r a Adelaida, en Velocitat